# علم مصر
علم مصر، ويُسمّى رسمياً بـالعلم الوطني. اعتمد العلم الحالي لجمهورية مصر العربية سنة 1984. ويعتبر المصريون القدماء أقدم أمة في التاريخ البشري استخدمت الرايات والأعلام كرمز وطني ليرمز إليها، حيث توجد في المعابد المصرية القديمة نقوش تبيّن استخدامهم لرايات وأعلام في الاحتفالات والحروب. وقد تطوّر شكل العلم المصري وألوانه مع اختلاف العصور والأنظمة الحاكمة للبلاد.

## الرمزية
في عام 1952، خصص الضباط الأحرار المصريون الذين أطاحوا بالملك فاروق الأول في ثورة 23 يوليو رمزية محددة لكل من الألوان الثلاثة لعلم الثورة والتحرير؛ يرمز الشريط الأحمر إلى دماء المصريين في الحرب ضد الاستعمار، والشريط الأبيض إلى نقاء قلوب المصريين، أما الشريط الأسود أسفل الأبيض، فيرمز إلى الطريقة التي يتم بها التغلب على الظلام.
كان علم الثورة والتحرير المصري، والذي صمم في 23 يوليو 1952، مصدر إلهامٍ للعديد من الدول العربية وتبنته العديد من الدول العربية. يتم استخدام الألوان الثلاثة الأفقية نفسها من قبل العراق وسوريا والسودان واليمن (وليبيا سابقاً)، والفرق الوحيد هو وجود (أو غياب) الشعارات الوطنية المميزة في الشريط الأبيض.

## وصف العلم

نسر صلاح الدين كما يظهر على العلم.

في عهد الرئيس الأسبق محمد حسني مبارك، أُقر العلم الحالي في 4 أكتوبر بموجب القانون رقم 144 لسنة 1984، ويتكون من ثلاثة مستطيلات عرضية متساوية الأبعاد، ويكون مستطيل الشكل عرضه ثلثا طوله، وهي بحسب ترتيب الألوان من الأعلى للأسفل:
- الأحمر: يدل على الإشراق والأمل والقوة.
- الأبيض: تعبيراً عن النقاء والسلام.
- الأسود: يعبر عن عصور الإستعمار التي تخلصت منها مصر.

في وسط المستطيل الأوسط نسر صلاح الدين وهو النسر المصري (وليس العقاب)، وهو أقوي الطيور بلون ذهبي، وينظر ناحية اليمين ويعبر عن قوة مصر وعراقة حضاراتها. ومكتوب على قاعدته «جمهورية مصر العربية» بالخط الكوفي.

### مخطط الألوان
|                        | أحمر       | أبيض        | أسود      | ذهبي        |
| ---------------------- | ---------- | ----------- | --------- | ----------- |
| النموذج اللوني ح خ ز   | 206/17/38  | 255/255/255 | 0/0/0     | 192/147/0   |
| نظام العد الست عشري    | #ce1126    | #FFFFFF     | #000000   | #c09300     |
| النموذج اللوني س م ص د | 0/92/82/19 | 0/0/0/0     | 0/0/0/100 | 0/23/100/25 |

## العلم في الدستور والقانون
بحسب المادة 223 في دستور جمهورية مصر العربية:
| علم مصر | العلم الوطني لجمهورية مصر العربية مكون من ثلاثة ألوان هي الأسود، والأبيض، والأحمر، وبه نسر مأخوذ عن “نسر صلاح الدين” باللون الأصفر الذهبي، ويحدد القانون شعار الجمهورية، وأوسمتها، وشاراتها، وخاتمها، ونشيدها الوطني. وإهانة العلم المصري جريمة يعاقب عليها القانون. | علم مصر |

وبحسب قرار الرئيس السابق عدلي منصور بالقانون رقم 41 لسنة 2014 المنشور في الجريدة الرسمية (الوقائع المصرية) بشأن العلم:
| علم مصر | مادة 1: العلم الوطني لجمهورية مصر العربية والنشيد والسلام الوطنيين رموز للدولة، يجب احترامها والتعامل معها بتوقير على النحو المبين بهذا القانون، ويشار فيما بعد بالعلم الوطني لجمهورية مصر العربية بكلمة العلم. | علم مصر |

| علم مصر | مادة 2: العلم يتكون من 3 ألوان الأحمر والأبيض والأسود، وبه نسر مأخوذ عن نسر صلاح الدين باللون الأصفر الذهبي، ويكون مستطيل الشكل عرضه ثلثا طوله، ويتكون من 3 مستطيلات متساوية الأبعاد بطول العلم أعلاها باللون الأحمر وأوسطها باللون الأبيض وأدناها باللون الأسود، ويتوسط النسر المستطيل الأبيض. | علم مصر |

| علم مصر | مادة 3: يحدد رئيس الجمهورية بقرار منه شكل علم الأفرع الرئيسية للقوات المسلحة، وتقرر اللوائح العسكرية شكل الأعلام الخاصة بالوحدات والسلطات المختلفة، وشروط استعمالها وما يجب أداؤه لها من التعظيم، ويؤدي العسكريون التحية العسكرية أثناء رفع العلم على الساري وإنزاله، وأثناء الاستعراضات العسكرية، على النحو الذي تنظمه اللوائح العسكرية | علم مصر |

| علم مصر | مادة 4: مع مراعاة الأعراف الدولية يُرفع العلم على مقار رئاسة الجمهورية ورئاسة مجلس الوزراء والوزارات والهيئات والمؤسسات العامة ووحدات الإدارة المحلية، والمجالس النيابية، ودور المحاكم، والسفارات والقنصليات ومكاتب التمثيل المصرية بالخارج، وعلى المعابر والجمارك والنقاط الحدودية، وعلى المقر السكني الرسمي لرئيس الجمهورية، وعلى أي وسيلة انتقال يستقلها، أثناء مباشرته أعمال وظيفته. | علم مصر |

| علم مصر | مادة 5: يُرفع العلم في مكان ظاهر في المؤسسات التعليمية الخاضعة لإشراف الدولة، وتؤدي التحية للعلم كل يوم دراسي في مراحل التعليم قبل الجامعي، وفقًا للضوابط والإجراءات التي يحددها وزير التربية والتعليم. | علم مصر |

| علم مصر | مادة 6: يُحظر رفع أو عرض أو تداول العلم إن كان تالفاً أو مُستهلكاً أو باهت الألوان أو بأي طريقة أخرى غير لائقة، كما يُحظر إضافة أي عبارات أو صور أو تصاميم عليه، ويُحظر استخدامه كعلامة تجارية أو جزء من علامة تجارية. | علم مصر |

| علم مصر | مادة 7: مع عدم الإخلال بالاتفاقيات والأعراف الدولية، لا يجوز رفع أو استعمال غير العلم الوطني، وفي الأحوال التي يجوز فيها قانوناً، رفع علم آخر، يحظر رفعه في سارية واحدة مع العلم الوطني، أو أن يرتفع إلى مستوى أعلى منه. | علم مصر |

| علم مصر | مادة 8: يحظر تنكيس العلم في غير مناسبة حداد وطني، ويحدد رئيس الجمهورية ضوابط وأوضاع وإجراءات ومدة ذلك، ويُحظر رفع غير العلم الوطني في المناسبات العامة. | علم مصر |

كذلك نصت المادة الحادية عشر من القرار على عقوبة إهانة العلم:

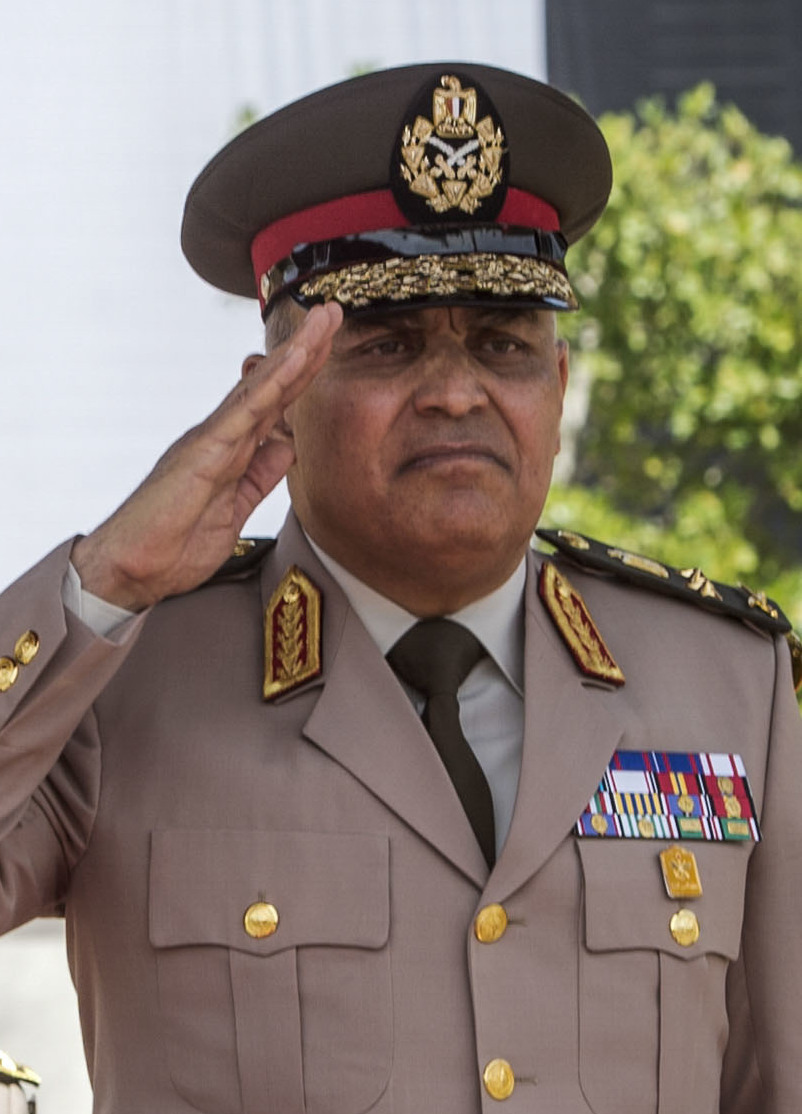
صدقي صبحي وزير الدفاع المصري يحيي العلم الوطني.

| علم مصر | الحبس مدة لاتزيد على سنة وغرامة لاتجاوز 30 ألف جنيه أو بإحدى هاتين العقوبتين كل من ارتكب في مكان عام أو بواسطة إحدى الطرق العلانية المنصوص عليها في المادة 71 من قانون العقوبات أى من الافعال التالية، إهانة العلم ومخالفة حكم المادة العاشرة من هذا القانون، وتضاعف العقوبة في حالة العودة. | علم مصر |

### أعراف ومراسم التعامل مع العلم
بجانب ما ذُكر في القانون رقم 41 لسنة 2014، يجب عند التعامل مع العلم الوطني بتقاليد وأعراف:
- يجب عند وضع العلم على سارية أن يُرفع على حبل.
- في حالة إعلان الحداد الرسمي على مستوى الجمهورية، يجب إنزال العلم إلى منتصف السارية، وفي حالة رفعه لأول مرة يجب رفعه إلى نهاية السارية أولاً ثم خفضه حتى المنتصف.
- يُرفع العلم مقلوباً في حالات المحنة أو الاستغاثة.[8]
- ينبغي رفع العلم الوطني بخفة وسلاسة، ويخفض بأسلوب احتفالي، ويجب أن يُرفع أولاً حتى ينزل من ساريته.
- لا ينبغي أبداً أن يُعرَض العلم الوطني أو يُستخدم أو يُخزن بطريقة تسمح له أن يتمزق أو يتسخ أو يتلف بسهولة.
- لا يجوز على الإطلاق أن يُطبع أو يوضع عليه أي رمز أو شعار أو كلمات أو شارة أو أرقام أو صورة أو رسم من أي نوع وبأي شكل من الأشكال.

## تاريخ العلم المصري

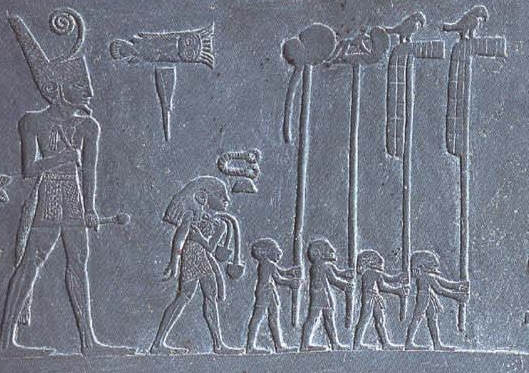
الرايات والأعلام تتقدم الفرعون نعرمر في مدينة بوتو.

راية الدولة الأموية.

بعد انهيار الوحدة السياسية الأولى لمصر عام 4242 قبل الميلاد، قسمت البلاد ما بين حكومتين، واحدة في مصر السفلى وتعرف بمملكة الشمال، والأخرى في مصر العليا وتعرف بمملكة الجنوب. واتخذت مملكة الشمال زهرة البردي شعاراً لها على رايتها، كذلك اتخذت حكومة الجنوب زهرة اللوتس شعاراً لهم. وبعد توحيد القطرين النهائي على يد الملك نعرمر عام 3200 قبل الميلاد، اتخذت كل أسرة حاكمة أو كل فرعون علماً خاصة به أثناء فترة الحكم.
وبعد غروب شمس دولة البطالمة، أصبح علم مصر في العام 30 قبل الميلاد  هو نفسه علم الإمبراطورية الرومانية حتى انقسامها عام 395، وانضمت مصر من حينها للإمبراطورية البيزنطية وأصبح علم مصر هو علمها؛ حتى الفتح الإسلامي لمصر عام 639 في عهد الخلافة الراشدة، وكان علمها أسود اللون. وبعد مقتل آخر الخلفاء الراشدين علي بن أبي طالب، قامت الدولة الأموية وورثت دولة الخلافة الراشدة، واتخذت راية بيضاء علماً للدولة الجديدة وبالضرورة أصبح علماً لمصر كأحد أقاليمها عام 661 وحتى عام 750 عندما أصبحت مصر تابعة للدولة العباسية، والتي اتخذت كذلك راية سوداء اللون.
وبعد قيام الدولة الفاطمية في شمال أفريقيا، ضمت مصر إليها وانتزعتها من الدولة العباسية؛ واتخذت القاهرة عاصمة لها، ورفعت رايتها الخضراء كعلماً للدولة منذ عام 969 حتى 1171  عام سقوطها على يد الأيوبيين الذين أرجعوا مصر مرة أخرى لتبعية الدولة العباسية، ولكن اتخذوا علماً خاصاً لمصر أصفر اللون وسار على دربهم المماليك من بعدهم حتى عام 1517، وهو عام استيلاء العثمانيين على القاهرة. ومنذ ذلك الحين أصبحت مصر ولاية عثمانية ويُرفع فيها علم الدولة العثمانية المكوّن من راية حمراء بها هلال ونجمة خماسية لونهما أبيض.

### العلم أثناء حكم الأسرة العلوية (1805 - 1953)
أثناء حكم محمد علي باشا كان العلم المصري هو نفس العلم العثماني ولكن بنجمة خماسية لتمييزه عن العلم العثماني. ويبدو أن هذا النجم مستمد عن الشكل الذي عرفه المصريون منذ عصور حضارتهم القديمة. وكان هذا الفارق في عدد أطراف النجمة هو الوسيلة الوحيدة في التمييز بين سفن الأسطولين المصري والعثماني أثناء حصار الأساطيل الأوروبية المساندة للعثمانيين ضد محمد علي للموانئ المصرية.
بالإضافة إلى ذلك صنع محمد علي باشا لفرق الجيش أعلامها الخاصة، وكانت أعلاماً من الحرير الأبيض طرزت عليها آيات من القرآن الكريم وأرقام الآيات بالقصب. وكانت من مظاهر اهتمام محمد علي بالعلم إصداره «وثيقة العَلَم» التي كانت تُتْلى عند تسلّم كل آلاي من آلايات الجيش لعلمه.
بعد تولي الخديوي إسماعيل حكم مصر، غيّر علم محمد علي في عام 1867 واستبدل به علماً أحمر ذا ثلاثة أهلة بيضاء أمام كل منها نجم أبيض ذو خمسة أطراف وكانت هذه الأهلة والنجوم الثلاثة ترمز إلى مصر والنوبة والسودان، أو إلى انتصارات الجيوش المصرية في عهد محمد علي في القارات الثلاث (أفريقيا وأوروبا وآسيا). واستمر هذا العلم مستخدماً في مصر إلى عام 1882. وعندما احتلت بريطانيا البلاد عام 1882، اتخذ علم محمد علي علماً رسمياً لمصر ثانية حتى عام 1914.
وفي عام 1914، أعلنت الحماية البريطانية على مصر، وأنهي ارتباطها بالدولة العثمانية، وأُعلِن قيام السلطنة المصرية، وقد استدعت هذه التغييرات السياسية اختيار علم خاص لمصر، فأعيد علم الخديوي إسماعيل مرة أخرى كعلم رسمي للسلطنة حتى عام 1923.
كان علم الخديوي إسماعيل هو الذي خرجت تحته الجماهير في ثورة 1919، والذي لف نعوش آلاف الشهداء الذين سقطوا في الثورة برصاص البريطانيين. وقد أفرزت ثورة 1919 -إلى جانب العلم المصري الرسمي- العلم الذي حمل هلالاً يعانق صليباً، والذي أصبح رمزاً لثورة 1919 التي كان شعارها ”الدين لله والوطن للجميع“.
بعد إعلان تصريح 28 فبراير وتخلّص مصر من الحماية البريطانية رسمياً، أُعلن قيام المملكة المصرية، واُختير علماً جديداً مشابه للعلم الذي حُمل في ثورة 1919، وعُرف باسم العلم الأهلي، وهو العلم الأخضر ذو الهلال الأبيض والنجوم الثلاثة داخله. وقد اعتمد بحسب القانون رقم 47 في 10 ديسمبر 1923.
وكان اللون الأخضر في العلم يرمز إلى خضرة وادي النيل ودلتاه، ويرمز كذلك للإسلام الذي يدين به أغلبية المصريين. بينما النجوم الثلاثة تشير للأجزاء الثلاثة التي تتكون منها المملكة المصرية وهي مصر والنوبة والسودان، أو ديانات أهل مصر الثلاث وهي الإسلام والمسيحية واليهودية. وتحت هذا العلم خاض الشعب المصري كل معاركه ضد الاحتلال البريطاني بعد ثورة 1919، فهو العلم الذي رفعه أبناء الشعب في مظاهراتهم، ورفعه الطلبة والعمال في سنة 1946 ولف نعوش شهداء معارك قناة السويس ضد البريطانيين خلال عاميّ 1951 و1952.

### العلم في عصر الجمهورية (1953 - الآن)
بعد قيام ثورة يوليو عام 1952، رُفع علم التحرير أو علم الضباط الأحرار لكونه رمزاً للثورة. وقد استخدم لأول مرة في الاحتفال بمرور 6 أشهر على حركة الجيش كعلم لمجلس قيادة الثورة. وكان استخدامه غير رسمي بجانب العلم الأهلي الأخضر حتى بعد إعلان قيام جمهورية مصر وإلغاء الملكية عام 1953. وهو علم ذو ثلاثة ألوان:
- الأحمر: يرمز إلى دم الشهداء في سبيل التحرر عبر العصور.
- الأبيض: يرمز إلى العهد الجديد أو السلام والتحرير والرخاء.
- الأسود: يرمز إلى العهد البائد والإستعمار وأعداء الثورة.

يتوسط المستطيل الأبيض نسر صلاح الدين، وهو نفسه النسر المنقوش داخل قلعة صلاح الدين الأيوبي بالقاهرة والذي كان يتخذه شعاراً للدولة الأيوبية. وهو نسر عريض الشكل؛ أضيف له درع دائري أخضر يحوى هلالاً أبيض اللون وثلاثة نجوم يرمز للعلم الأهلي، وتم نقش النسر في قاعة مجلس الأمة الذي أصبح الآن مجلس الشعب وضربت العملات المعدنية وعليها نقش هذا النسر العريض.
كانت هناك اقتراحات لتغيير العلم بعد أن أصبحت مصر جمهورية، لذلك صدرت كثير من الاقتراحات (كما بالأسفل) والتي لم تُنفذ بسبب قيام الجمهورية العربية المتحدة عام 1958 والذي أُعلن فيه قيام الوحدة مع سوريا.

عقب إعلان الوحدة بين مصر وسوريا تغير اسم ”جمهورية مصر“ إلى الجمهورية العربية المتحدة وأصبح الإقليم الجنوبي يشير إلى مصر، والإقليم الشمالي يشير إلى سوريا واستبدل العقاب في العلم إلى نجمتين خماسيتين خضراوين إشارة إلى مصر وسوريا. وظل العلم المصري كذلك حتى بعد الانفصال 1961. وإن ظل النسر المطور المماثل للحالي هو ختم الدولة وشعارها ونقش عملاتها النقدية والتذكارية، واختلف محتوى درعه فقط ليحمل علم مصر طولياً ويتوسطه النجمتان الخضراوان الخماسيتان. ومع تحول هذا العلم إلى علم لدولة الوحدة أصبح علماً تقتبسه كثير من الدول العربية، وأصبح علماً منافساً لعلم الثورة العربية الكبرى ذو الألوان الثلاثة الأخضر والأبيض والأسود، والذي اشتقت منه بعض دول المشرق العربي أعلامها.
بعد وفاة الرئيس جمال عبد الناصر عام 1970 وتولى نائبه محمد أنور السادات الحكم؛ اتفق مع رؤساء ليبيا وسوريا على إقامة اتحاد الجمهوريات العربية مع توحيد العلم للجمهوريات الثلاثة عام 1971، لذلك استبدلت النجمتان في العلم المصري بصقر قريش ذو لون ذهبي وهو شعار هذا الاتحاد. وعلى القاعدة التي يرتكز عليها الصقر يُكتب «اتحاد الجمهوريات العربية»، مع السماح لكل دولة عضو بكتابة اسمها الرسمي أسفل اسم الاتحاد. وقد ضربت العملة بنفس الشعار وأصبح هو شعار وختم الدولة في كافة الأوراق والمعاملات الرسمية. وهو العلم الذي خاض الجيش المصري حرب 6 أكتوبر عام 1973 تحته، وارتفع على الضفة الشرقية لقناة السويس وعلى أرض سيناء بعد جلاء القوات الإسرائيلية منها.
في عام 1984 بعد تولي الرئيس محمد حسني مبارك حُكم مصر بثلاث سنوات؛ صُدر قانوناً بتغيير علم الاتحاد إلى العلم الوطني الحالي بحسب القانون 144 بعد أن صًدر القانون رقم 143 بنفس السنة بشأن انسحاب مصر رسمياً من الاتحاد. وقد اشتمل التغيير فقط بتبديل الشعار في المستطيل الأبيض ليكون نسر صلاح الدين بلون ذهبي بدلاً من صقر قريش.

## تأريخ الأعلام المصرية الرسمية

الإمبراطورية الرومانية (من 30 ق.م حتى 395)
الخلافة الراشدة (من 639 حتى 661)
الدولة الأموية (من 661 حتى 750)
الدولة العباسية (من 750 حتى 969)
الدولة الفاطمية (من 969 حتى 1171)
الدولة الأيوبية (من 1171 حتى 1250)
دولة المماليك (من 1250 حتى 1517)
الدولة العثمانية (من 1517 حتى 1826)
إيالة مصر (من 1826 حتى 1867)
خديوية مصر (من 1867 حتى 1882)
خديوية مصر (من 1882 حتى 1914)
السلطنة المصرية (من 1914 حتى 1923)
المملكة المصرية (من 1923 حتى 1953) جمهورية مصر (من 1953 حتى 1958)
الجمهورية العربية المتحدة (من 1958 حتى 1971)
اتحاد الجمهوريات العربية جمهورية مصر العربية (من 1971 حتى 1984)
جمهورية مصر العربية (من 1984 حتى الآن)

## مشتقات من العلم المصري

العلم الرئاسي
علم القوات المسلحة
علم القوات البحرية
علم القوات الجوية
علم قوات الدفاع الجوي

## أعلام مشابهة للعلم المصري
اشتقت عدة أعلام عربية رسمية وغير رسمية من علم التحرير العربي بعد ثورة يوليو 1952 في مصر، وذلك تأثراً بالحركات القومية العربية ودعوات الوحدة العربية والتي كانت تنطلق من مصر بصفة خاصة إبان حكم الرئيس الأسبق جمال عبد الناصر.

علم السودان
علم الجمهورية العراقية 1963
علم العراق
علم سوريا 1963
علم سوريا 1972
علم سوريا منذ 1980 حتى 2024
علم اليمن
علم جمهورية حضرموت العربية 1967
علم الجمهورية العربية اليمنية 1990
علم جمهورية اليمن الديمقراطية الشعبية 1990
علم الجمهورية العربية الليبية 1972
علم الجمهورية العربية الإسلامية 1974
علم الأحواز
العلم العربي لمدينة القدس